# Al-Mustasim
Abu Ahmed Abdalah ibn al-Mustansir billah (arabsko أبو أحمد عبد الله بن المستنصر بالله), bolj znan po svojem vladarskem imenu al-Mustasim billah (arabsko المستعصم بالله) je bil 37. in zadnji kalif Abasidske dinastiije, ki je vladala iz Bagdada, * 1213, † 20. februar 1258. 